# Фащевка (Гомельский район)
Фащевка (бел. Фа́шчаўка) — посёлок в Тереничском сельсовете Гомельского района Гомельской области Республики Беларусь.

## География

### Расположение
В 17 км от железнодорожной станции Якимовка (на линии Калинковичи — Гомель), 26 км на северо-запад от Гомеля.

### Гидрография
Река Иволька (приток реки Уза).

## Транспортная сеть
Рядом автодорога Жлобин — Гомель. Планировка состоит из короткой прямолинейной улицы, ориентированной почти широтно и застроенной двусторонне деревянными домами.

## История
Основан в начале XX века переселенцами из соседних деревень. В 1926 году в Уваровичском районе Гомельского округа. В 1931 году жители вступили в колхоз. Во время Великой Отечественной войны 13 жителей погибли на фронте. В составе колхоза имени А.В. Суворова (центр — деревня Рудня-Телешевская).
До 1 августа 2008 года в составе Телешевского сельсовета.

## Население

### Численность
- 2004 год — 25 хозяйств, 49 жителей.

### Динамика
- 1926 год — 41 двор, 197 жителей.
- 2004 год — 25 хозяйств, 49 жителей.